# Christmas in Jamaica
Christmas in Jamaica är den andra och sista singeln utgiven från sångerskan Toni Braxtons julalbum, Snowflakes 2001. Shaggy medverkar även på låten. 
Upp-tempo sången producerades till största del i Atlanta, Georgia, men även på Big Yard Studios i New York.

## Listor
| Lista (2002)                                      | Topp position |
| ------------------------------------------------- | ------------- |
| U.S. Billboard Bubbling Under R&B/Hip-Hop Singles | 3             |